# Pêro de Barcelos
Pêro de Barcelos (siglo XV/siglo XVI), también conocido como Pedro de Barcelos, fue un explorador portugués de Norteamérica, quien, junto con João Fernandes Lavrador, fueron los primeros en avistar la Costa de Labrador (en la actual Canadá) en 1498.